# Zemarco (tribuno)
Zemarco (em latim: Zemarchus; em grego: Ζήμαρχος) foi um oficial bizantino do século VI, ativo sob o imperador Maurício (r. 582–602). Era esposo de Luminosa. Segundo uma das epístolas do papa Gregório I, era tribuno e conde em Centocelas (atual Civitavecchia), onde recebeu uma comitiva, talvez financeira, que em sua morte passou para sua viúva para exercer, sob ela ou através de sua nomeação, até o fim da atual indicção.